# Necropoli di Anghelu Ruju
La necropoli di Anghelu Ruju è un sito archeologico prenuragico situato a nord della città di Alghero, in località I Piani, a lato della strada provinciale 42 dei Due Mari al km 21+390.
Nel 2025 il sito è stato inserito, assieme ad altri siti prenuragici presenti nell'isola, nella lista dei patrimoni dell'umanità dell'UNESCO.

## Origini del nome
Il nome, Angelo Ruju, è quello del proprietario della tenuta in cui furono scoperte. Anghelu Ruju è anche il nome di un vino prodotto dalla cantina di Sella&Mosca, che si trova nelle immediate vicinanze del sito. Ha circa 18 gradi alcolici e rientra nella categoria dei vini rossi liquorosi.

## Storia
Nel 1904 l'archeologo Antonio Taramelli aveva condotto uno scavo che è considerato il primo di ampio respiro e che aveva prodotto esiti apprezzabili, in particolare si poté provare che la tomba era attribuibile alla Cultura di san Michele, pubblicati nel 1909.

## Descrizione
Si tratta della più vasta necropoli della Sardegna prenuragica.
La necropoli fu scoperta casualmente nel 1903 durante gli scavi per la costruzione di una casa colonica nell'area della azienda vinicola di Sella&Mosca. Furono in quell'occasione trovati un cranio umano e un vaso tripode.
In seguito a questi ritrovamenti l'archeologo Antonio Taramelli effettuò, l'anno seguente, i primi scavi del sito su dieci domus de janas. In seguito ne vennero alla luce altre 21 ed ulteriori lavori di ricerca portarono a 38 le domus scoperte; i picchi di pietra utilizzati per scavarle furono ritrovati numerosi all'interno delle tombe. 

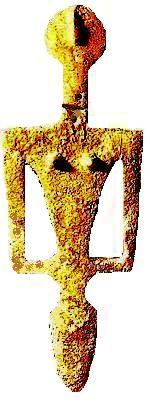
Una statuetta prenuragica della Dea madre.

I numerosi ritrovamenti (vasi, statuette di dea madre, armi, vaghi di collana ed altro ancora) permettono di ascrivere la necropoli al Neolitico finale (cultura di Ozieri 3200-2800 a.C.) e attestano il suo utilizzo fino all'età del Rame e del Bronzo (culture di Abealzu-Filigosa, di Monte Claro, del Vaso campaniforme, di Bonnanaro: tra il 2800 e il 1600 a.C.).
La necropoli è costituita da due gruppi, di 7 e 31 unità, di domus de janas ipogee; una soltanto è monocellulare mentre le altre hanno planimetrie più articolate e una di esse contiene fino a undici vani. Sono del tipo "a proiezione verticale e orizzontale", ossia accessibili attraverso un pozzetto verticale oppure un dromos discendente, quasi sempre provvisto di gradini, che immettono nel vestibolo.

## Elementi decorativi-cultuali

### Tomba XXVIII
All'interno della tomba sono presenti elementi decorativi cultuali. L'ipogeo è costituito da sette ambienti e da un ingresso a pozzetto, da qui si accede ad un locale a pianta ellissoidale: sulla parete di fondo,  ai lati del portello, sono scolpite a bassorilievo due protomi.
Quella di destra si compone di doppie corna ad arco che sovrastano la testa rettangolare e, all'interno della testa, sono scolpiti a martellina due cerchi concentrici.

## Antropologia fisica

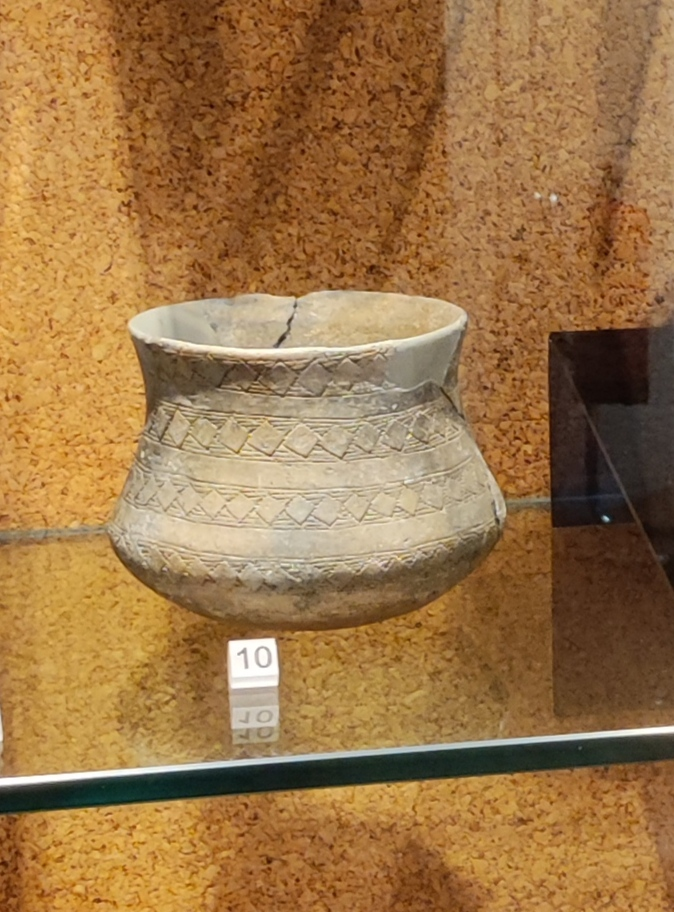
Vaso campaniforme

Studi antropologici effettuati sui resti umani rinvenuti nella necropoli e appartenenti alla cultura del vaso campaniforme e di Bonnanaro,  hanno rilevato la presenza di due tipi umani principali: uno maggioritario dolicomorfo (84%) indigeno e uno minoritario brachimorfo (16%) tipico dei portatori del vaso campaniforme, l'altezza media maschile era di 1,62 m con un'oscillazione fra il 1,42 m e il 1,72 m.

## Archeogenetica
Uno studio del 2020 ha analizzato il DNA antico di diversi individui sepolti nella necropoli dal neolitico all'età del bronzo. Le componenti ancestrali riportano ai cacciatori-raccoglitori occidentali e ai primi agricoltori europei; di rilievo la presenza di un singolo individuo (outlier) di epoca calcolitica con un profilo genetico di tipo nord africano, simile nella composizione ancestrale all'individuo iberico approssimativamente contemporaneo dal sito spagnolo di Camino de las Yeseras. Se confermato, il dato sarebbe rappresentativo di un flusso genico da africano a europeo diffuso nel Mediterraneo ben prima del periodo classico, quando tali flussi genici divennero intensi e le ascendenze ebbero un impatto demografico maggiore.

## Galleria d'immagini

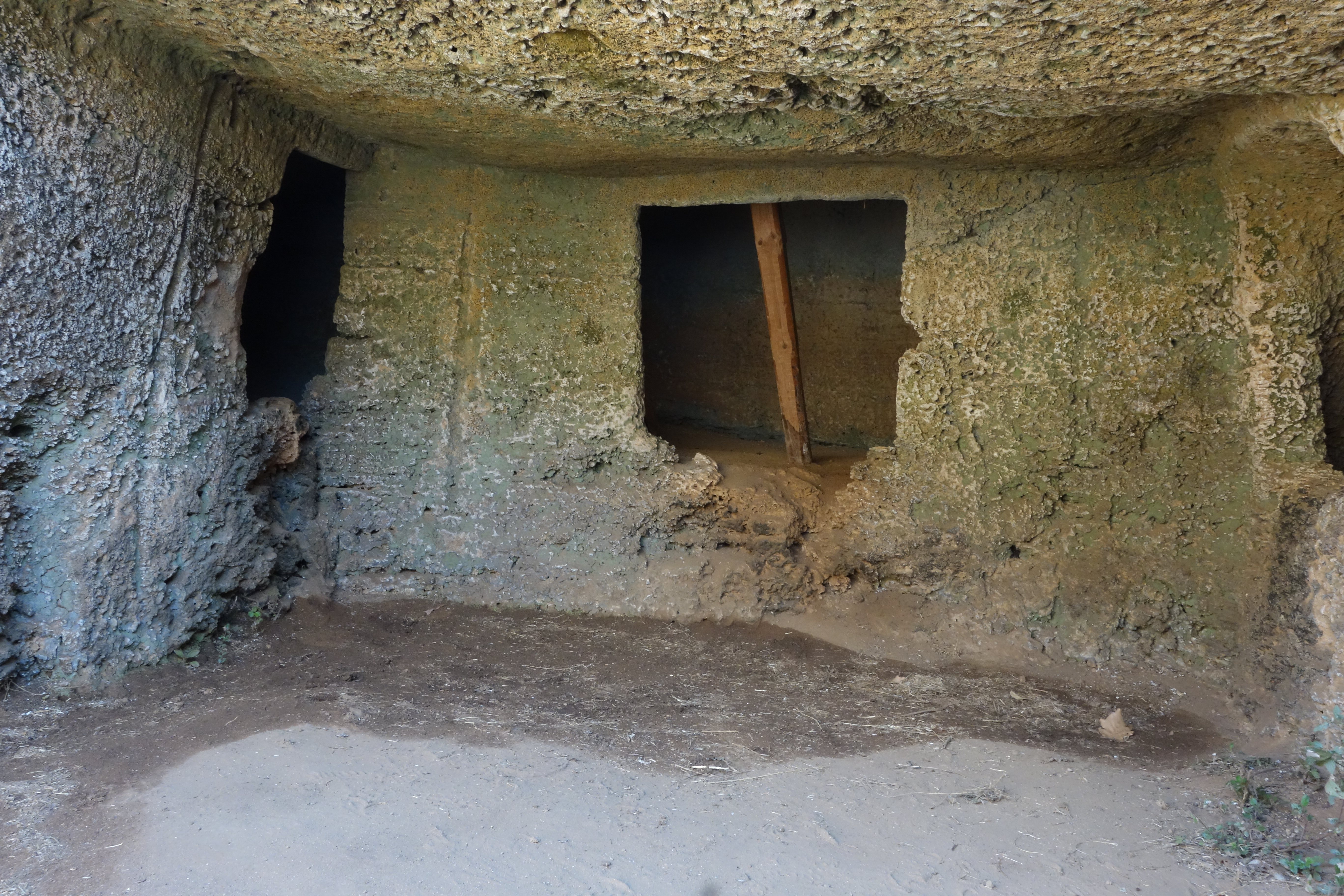
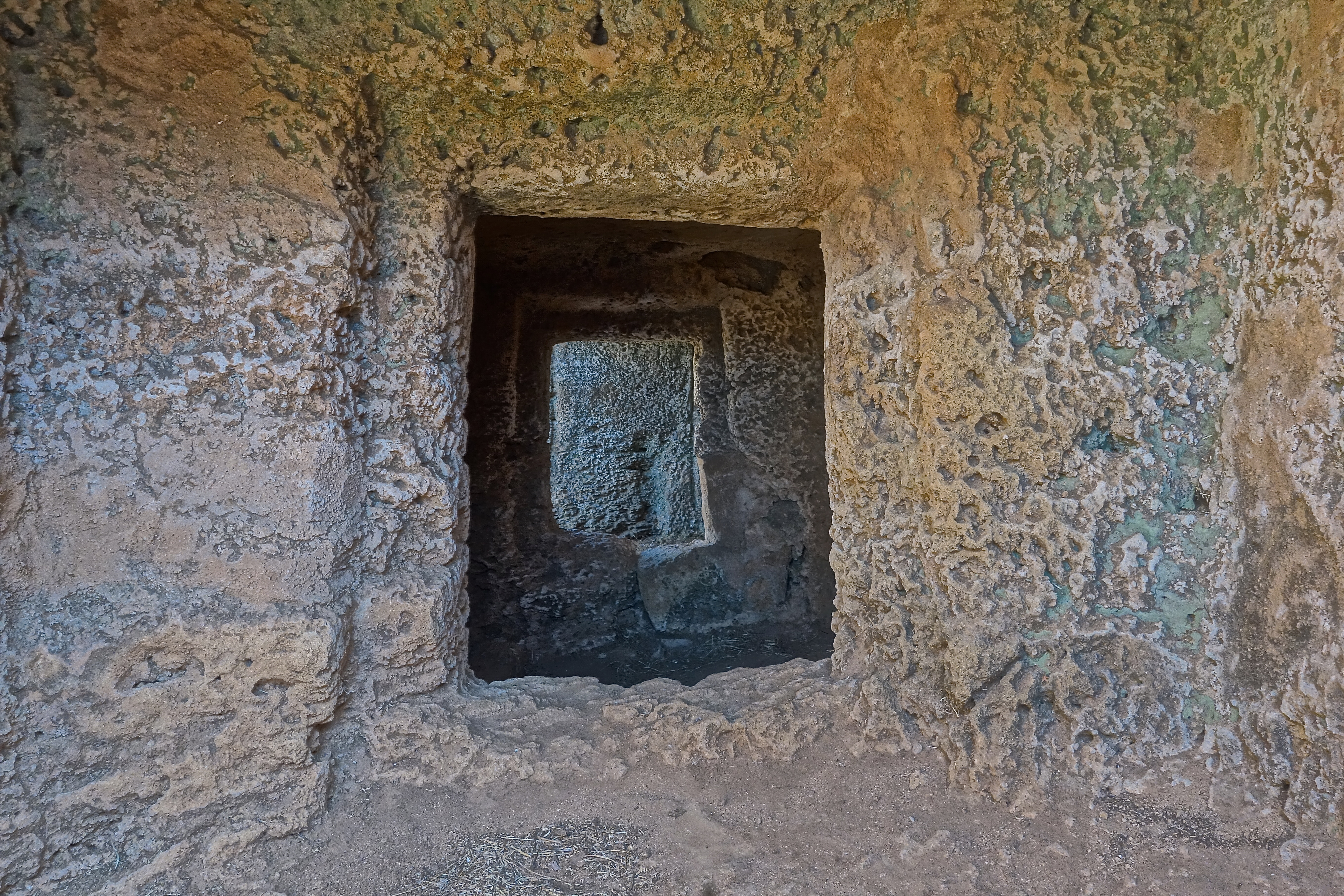
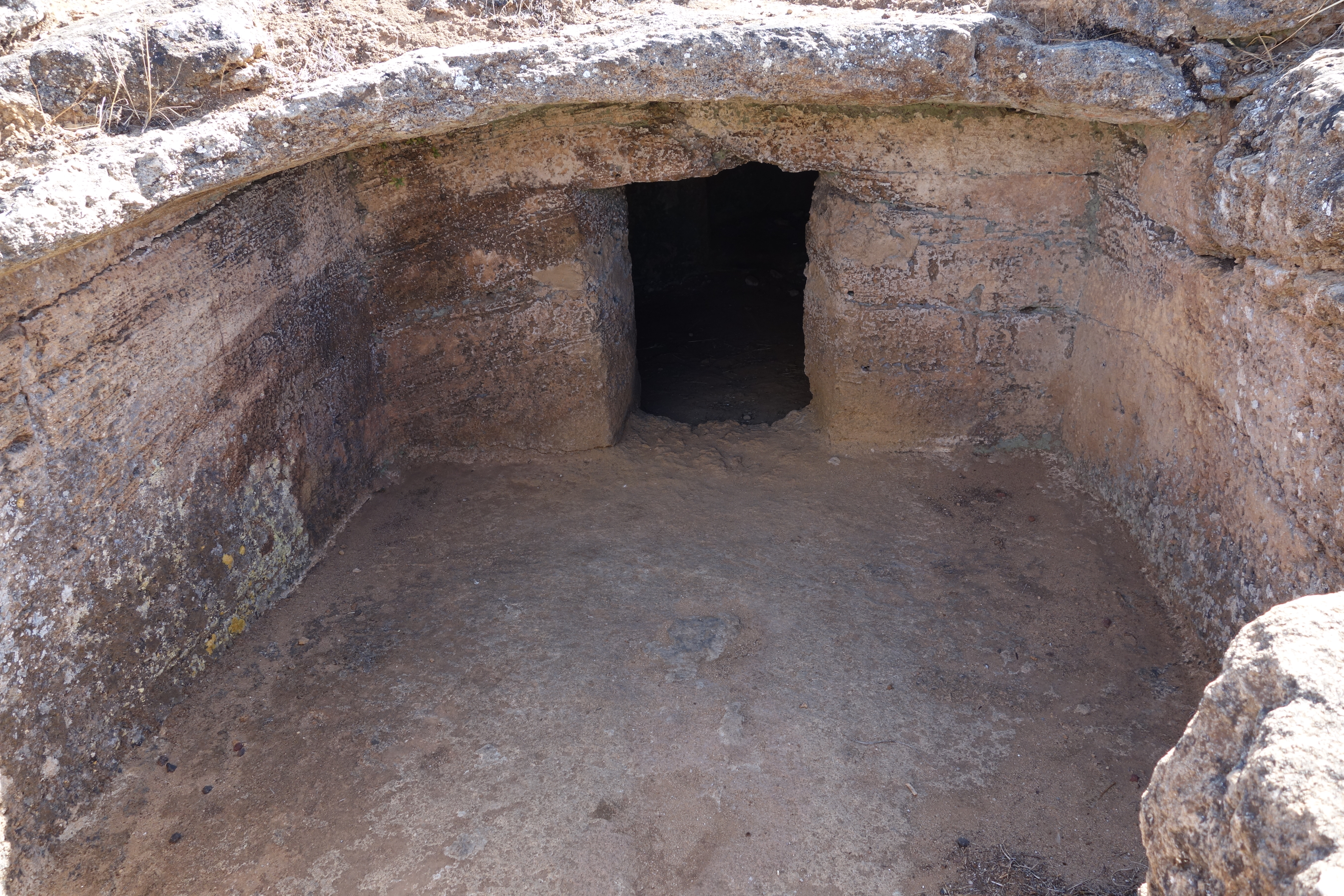
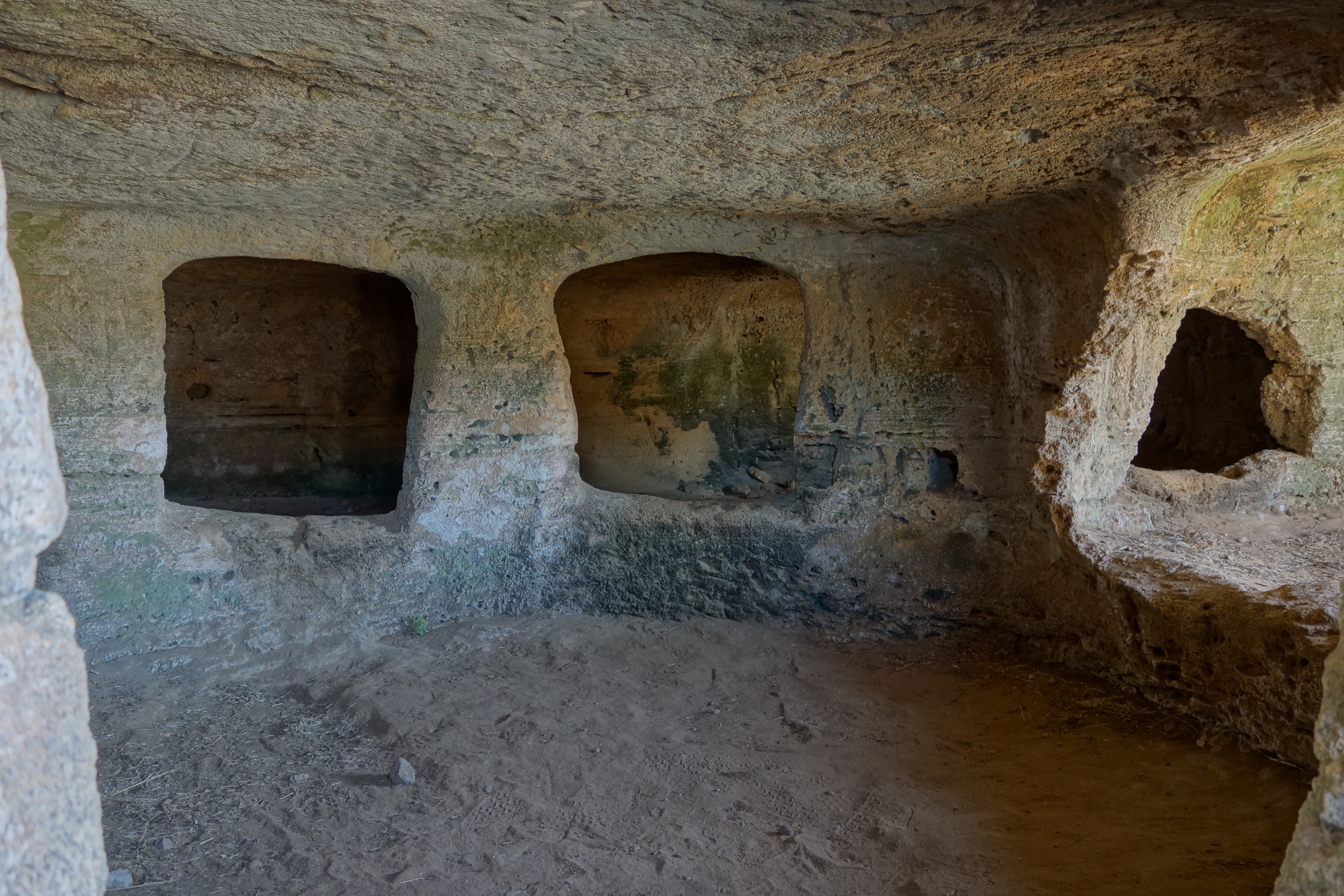
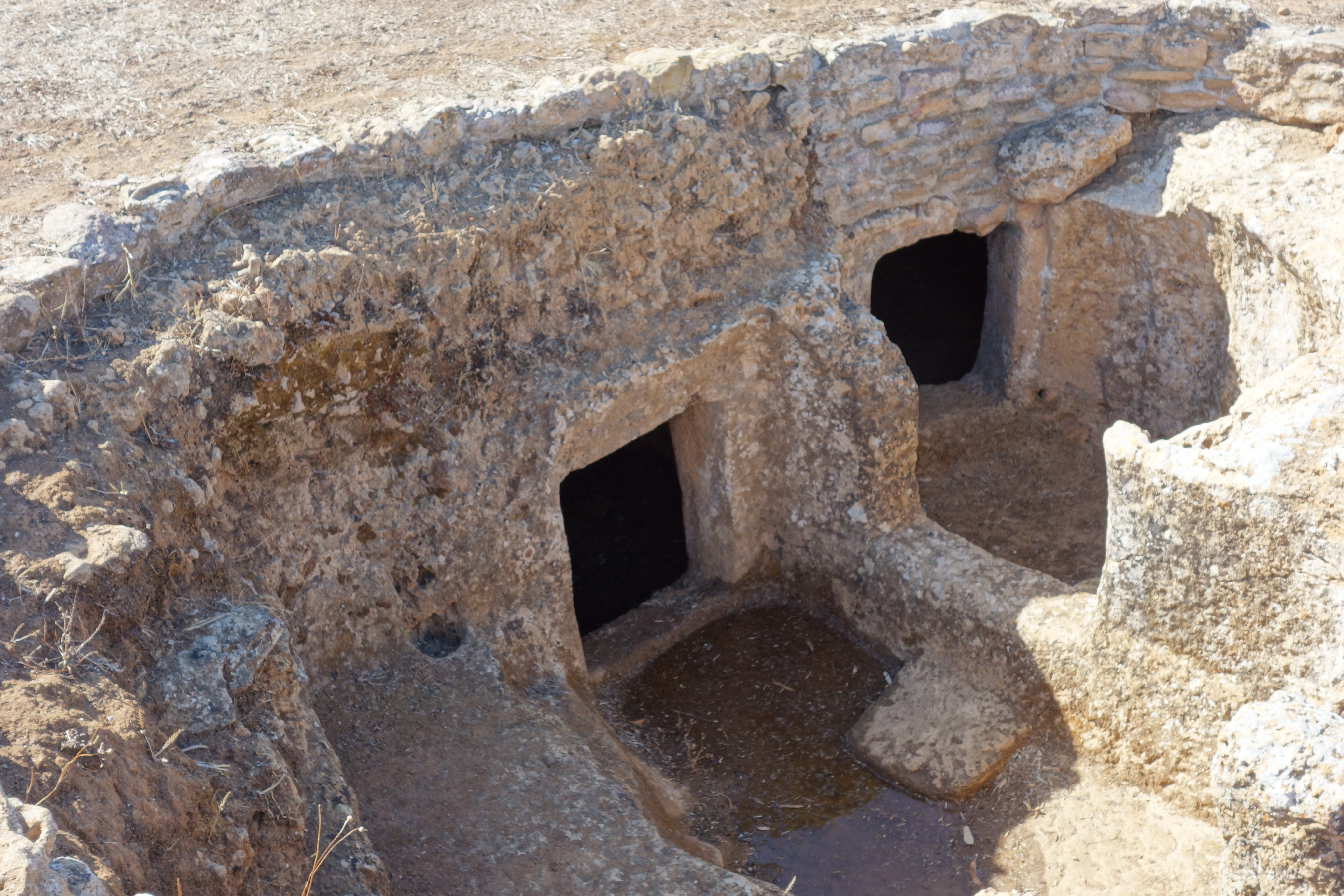
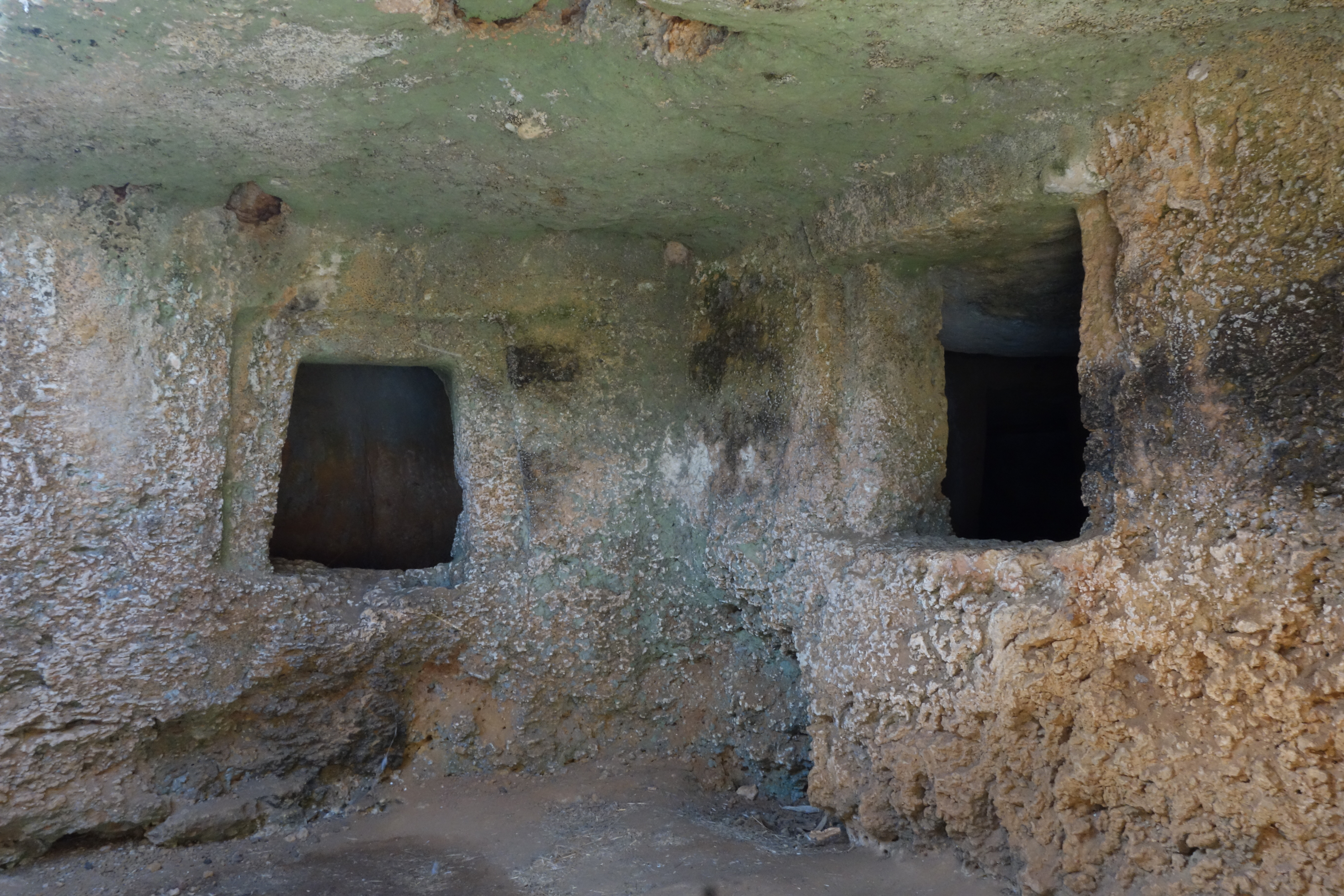
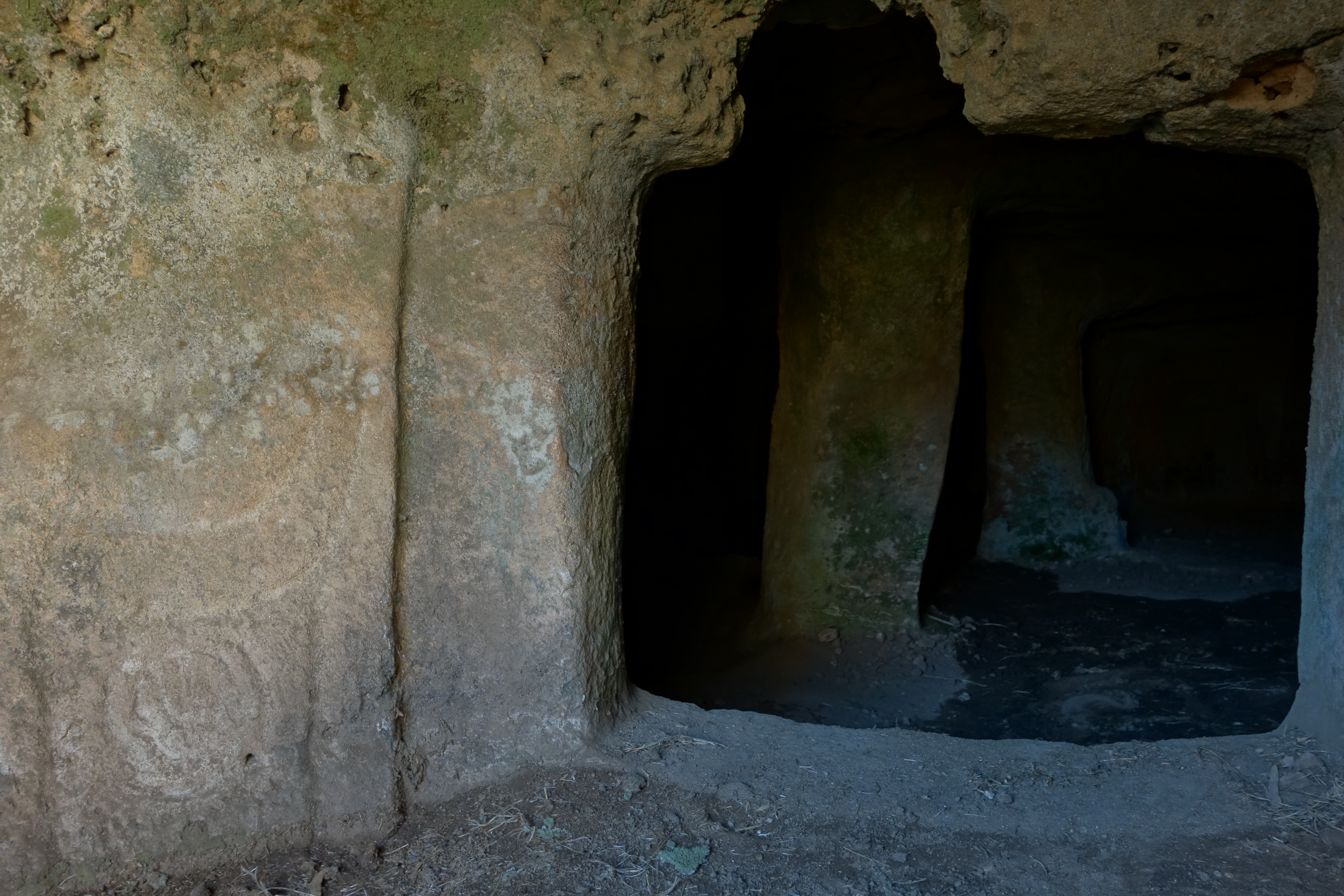